# John Joe Joyce
John Joe „Johnny“ Joyce (* 17. Oktober 1987 in Limerick) ist ein ehemaliger irischer Boxer. Er gewann bei der Europameisterschaft 2008 in Liverpool eine Bronzemedaille und war Olympiateilnehmer 2008 in Peking, beide Male im Halbweltergewicht.
Er ist ein Cousin der Boxer David Joyce und Joe Ward.

## Erfolge
John Joyce gehörte dem BC St. Michael's Athy an und wurde dort von Dominic O’Rourke trainiert. Er wurde 2006 und 2007 irischer Meister im Leichtgewicht, 2008 irischer Meister im Halbweltergewicht sowie 2010 irischer Meister im Weltergewicht.
Er ist zudem Bronzemedaillengewinner der Schüler-Europameisterschaften 2003 und der Junioren-Europameisterschaften 2005. Darüber hinaus war er Viertelfinalist der Kadetten-Europameisterschaften 2003 und 2004, der Kadetten-Weltmeisterschaften 2003 und der Junioren-Weltmeisterschaften 2006.
Im April 2008 gewann er in Athen die europäische Olympiaqualifikation im Halbweltergewicht durch Siege gegen Zdeněk Chládek, Geworg Galstjan, Harun Sipahi und Egidijus Kavaliauskas. Er nahm daraufhin an den Olympischen Spielen 2008 in Peking teil und schlug in der Vorrunde Gyula Káté, ehe er im Achtelfinale knapp mit 11:11+ gegen den späteren Olympiasieger Félix Díaz ausschied.
Im November 2008 gewann er noch eine Bronzemedaille im Halbweltergewicht bei den Europameisterschaften in Liverpool. Diesmal war er im Halbfinale an Gyula Káté gescheitert, nachdem er im Viertelfinale noch Dimitar Schtiljanow besiegt hatte.
Bei den Weltmeisterschaften 2007 und den Europameisterschaften 2010 blieb er medaillenlos.